# 朱常𰝙
德端王朱常（16世纪?—1632年），是定王朱翊錧嫡長子，明朝第五代德王。

## 生平
朱常於萬曆十九年（1591年）襲封德王。他在位四十一年，崇禎五年（1632年）過世，諡號端。三年後其庶第六子朱由𣒻嗣位。

## 家庭

### 子
- 嫡長子：夭折
- 嫡第二子：夭折
- 庶第三子：夭折
- 庶第四子：夭折
- 庶第五子：夭折
- 庶第六子：廣宗王→德世子→德王朱由𣒻
- 庶第七子：夭折
- 庶第八子：永年王朱由楙
- 庶第九子：寧陽王朱由椅[3]